# Arbre de transmission
Un arbre de transmission ou arbre à cardan, est un composant de véhicule servant à transmettre la puissance mécanique et le couple et la rotation, généralement utilisé pour connecter d'autres composants d'une transmission qui ne peut pas être connectée directement en raison de la distance ou de la nécessité de permettre un mouvement relatif entre elles.

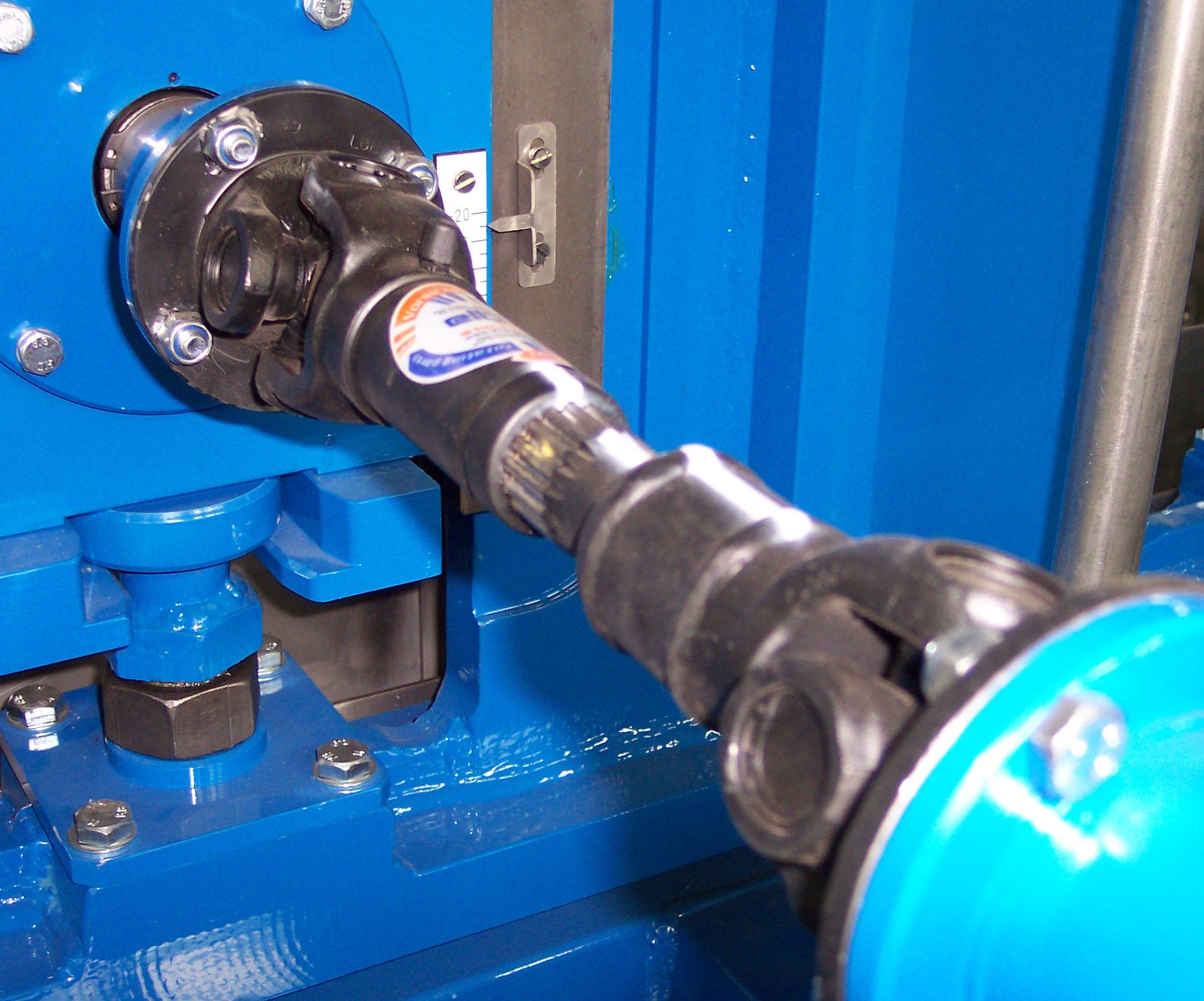
Arbre de transmission avec joints universels à chaque extrémité

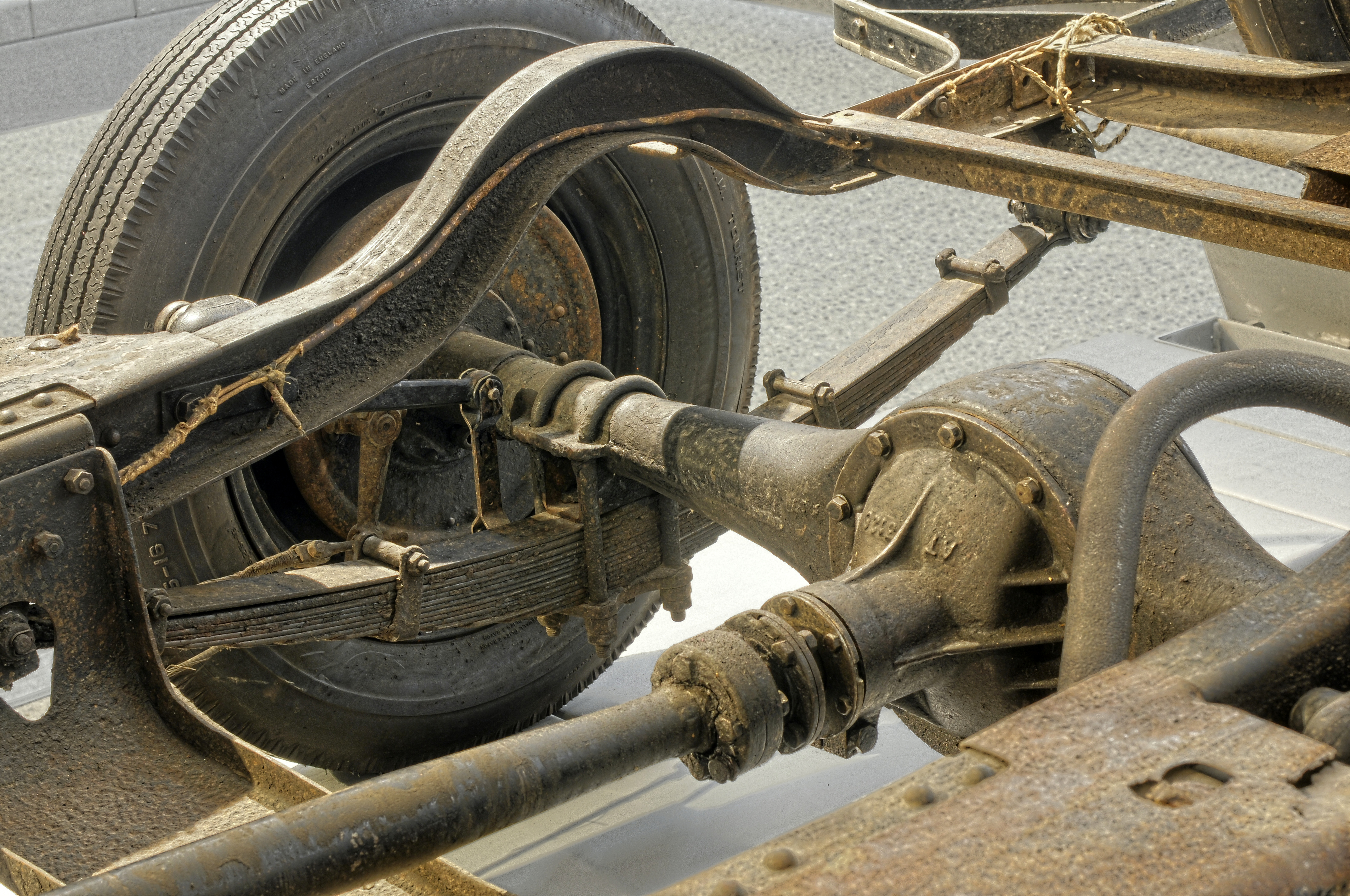
Essieu arrière, suspension et l'arbre de transmission de la Škoda 422 exposés au musée Škoda.

## Description
En tant que porteurs de couple, les arbres de transmission sont soumis à des contraintes de torsion et de cisaillement, équivalentes à la différence entre le couple d'entrée et la charge. Ils doivent donc être suffisamment solides pour supporter l'effort, tout en évitant un poids supplémentaire trop important car cela augmenterait à son tour leur inertie.
Pour permettre des variations d'alignement et de distance entre les composants d'entraînement et d'entraînement, les arbres de transmission incorporent fréquemment un ou plusieurs joints universels, des accouplements à mâchoires ou des joints de chiffon, et parfois un joint cannelé ou un joint prismatique.

## Type d'arbre
Dans un véhicule automobile il existe plusieurs arbres de transmission pour transmettre le mieux possible la puissance du moteur aux roues :
1. arbre primaire : entre le moteur et la boite de vitesses ;
2. arbre secondaire : entre la boite de vitesses et l'arbre de propulsion.
3. arbre  de propulsion : entre l'arbre secondaire et les roues.

Sur certains vélo et certaines motos, la transmission acatène est l'arbre de transmission en lieu et place des chaines (ou courroies crantées) habituellement utilisées.